# Municipio de Browning (condado de Franklin)
El municipio de Browning (en inglés: Browning Township) es un municipio ubicado en el condado de Franklin en el estado estadounidense de Illinois. En el año 2010 tenía una población de 2450 habitantes y una densidad poblacional de 25,93 personas por km².

## Geografía
El municipio de Browning se encuentra ubicado en las coordenadas 37°59′49″N 88°59′20″O / 37.99694, -88.98889. Según la Oficina del Censo de los Estados Unidos, el municipio tiene una superficie total de 94.48 km², de la cual 92,68 km² corresponden a tierra firme y (1,9 %) 1,79 km² es agua.

## Demografía
Según el censo de 2010, había 2450 personas residiendo en el municipio de Browning. La densidad de población era de 25,93 hab./km². De los 2450 habitantes, el municipio de Browning estaba compuesto por el 97,1 % blancos, el 0,12 % eran afroamericanos, el 0,61 % eran amerindios, el 0,49 % eran asiáticos, el 0,61 % eran de otras razas y el 1,06 % eran de una mezcla de razas. Del total de la población el 1,76 % eran hispanos o latinos de cualquier raza.